# Гај (Словенска Бистрица)
Гај (словен. Gaj) је насељено место у општини Словенска Бистрица, Подравска регија, Словенија.

## Историја
До територијалне реорганизације у Словенији био је у саставу старе општине Словенска Бистрица.

## Становништво
У попису становништва из 2011. године, Гај је имао 653 становника.
| Број становника према пописима | Број становника према пописима | Број становника према пописима |
| ------------------------------ | ------------------------------ | ------------------------------ |
| 1991                           | 2002                           | 2011                           |
| 518                            | 615                            | 653                            |

Напомена: Године 1988. увећано за део насеља Прагерско.